# Parc départemental du Mont-Valérien
Le parc départemental du Mont-Valérien également appelé promenade Jacques-Baumel est un espace vert situé dans les Hauts-de-Seine en France. Culminant à près de 162 m, le parc et la promenade entourent les sites historiques de la forteresse et du mémorial du mont Valérien à sa mi-hauteur. Il est accessible depuis les communes de Suresnes, Rueil-Malmaison et Nanterre.

## Histoire
Le mont Valérien fut occupé à partir du XVe siècle par des ermites laïcs. Au milieu du XVIIe siècle, une église et un calvaire sont érigés à son sommet, par lequel on accède en empruntant un chemin de croix bordé de chapelles. Il devient un lieu de pèlerinage populaire qui vit passer de nombreuses personnalités, comme Thomas Jefferson, Bernardin de Saint-Pierre et Jean-Jacques Rousseau, mais ferme pendant la Révolution.
En 1811, Napoléon Ier projette d'y installer l'une de ses maisons de la Légion d'honneur mais, comprenant l'intérêt stratégique du site, le destine finalement à un but militaire. Sous la Restauration, la vocation religieuse du mont Valérien reprend. Le roi Charles X monte pieds nus lors d'un pèlerinage vers le calvaire mais, après la Révolution de 1830, son successeur Louis-Philippe fait démonter les croix et le complexe religieux est démoli. La forteresse du Mont-Valérien le remplace dans les années 1840. Classé monument historique, le fort est occupé de juin 1940 à août 1944 par les Allemands, qui y exécutent plus d'un millier de juifs et de résistants.
Depuis, le fort abrite le 8e régiment de transmissions et on y élève encore des pigeons voyageurs. L'enceinte de la forteresse renferme divers monuments, dont certains sont classés en 1922 : l'escalier « des cent marches », la crypte, les vestiges de la chapelle ou encore le bâtiment édifié en 1812 par Napoléon Ier.
La promenade traverse les lieux chargés d'histoire. Dans sa partie sud se trouve le mémorial de la France combattante, installé sur une vaste esplanade surmontée d'une croix de Lorraine, qui marque l'entrée de la crypte où reposent 16 Compagnons de la Libération. Un dix-septième caveau, encore vide, est réservé au dernier d'entre eux. Au pied du mont, une flamme du soldat inconnu et douze hauts-reliefs de bronze symbolisent le combat contre l'ennemi. Le mémorial est inauguré le 18 juin 1960 par le général de Gaulle. À proximité se trouve le « Bosquet de la liberté », inauguré en 1989, qui rend hommage aux résistants et otages juifs fusillés par les nazis au Mont-Valérien.
Sur le flanc est du mont, en contrebas de la promenade, se trouve le cimetière américain et ses alignements de croix blanches. Il est inauguré en 1919 par le président américain Woodrow Wilson.
En 1956, le ministère des Armées transfère au département de la Seine 3,3 hectares de terrains autour de la forteresse. Ils sont inscrits à l'inventaire des sites en 1968.
La promenade Jacques-Baumel, d'abord dite du Mont-Valérien, ouvre au public en juin 1979 après un an de travaux. Le 17 février 2008, elle prend le nom de Jacques Baumel en hommage à l'ancien président du conseil général et maire de Rueil-Malmaison, à l'origine de la création du parc. Né en 1918 et décédé en 2006, il fut Compagnon de la Libération et médaillé de la Résistance.

## Description
Aménagée à mi-pente, la promenade Jacques Baumel permet de faire sur environ 2,5 km le tour de la butte et de découvrir les richesses naturelles et paysagères d'un site chargé d'histoire. Sur le parcours, on trouve plusieurs équipements sportifs, comme les courts de tennis de Suresnes, le Poney Club de Nanterre, un terrain de basket ou encore un parcours de la santé. La promenade réserve un point de vue remarquable avec une table d'orientation sur Rueil, Nanterre et les tours de La Défense. Le sentier, obliquant ensuite vers l'ouest, domine un talus qui devient plus raide. En contrebas se trouve le cimetière paysager de Nanterre aux lignes courbes et au sol recouvert de gazon.
La promenade longe le cimetière américain, d'où une vue agréable sur Paris s’étend côté Suresnes, embrassant la capitale avec la tour Eiffel, le Panthéon et la butte Montmartre : elle permet d'accéder à la terrasse du Fécheray, autre vue remarquable sur Paris.
Plus à ouest, un autre panorama se dégage sur tout l'ouest de la région parisienne, où apparaissent les coteaux boisés de Chaville, Saint-Cloud ou de Rueil-Malmaison.
Les principaux accès sont, à Suresnes, au niveau du mémorial de la France combattante (avenue du Professeur-Léon-Bernard et place de l'Abbé-Frantz-Stock), à Rueil rue des Talus (3 entrées) et rue des Landes, à Nanterre rue du Calvaire.

## Galerie

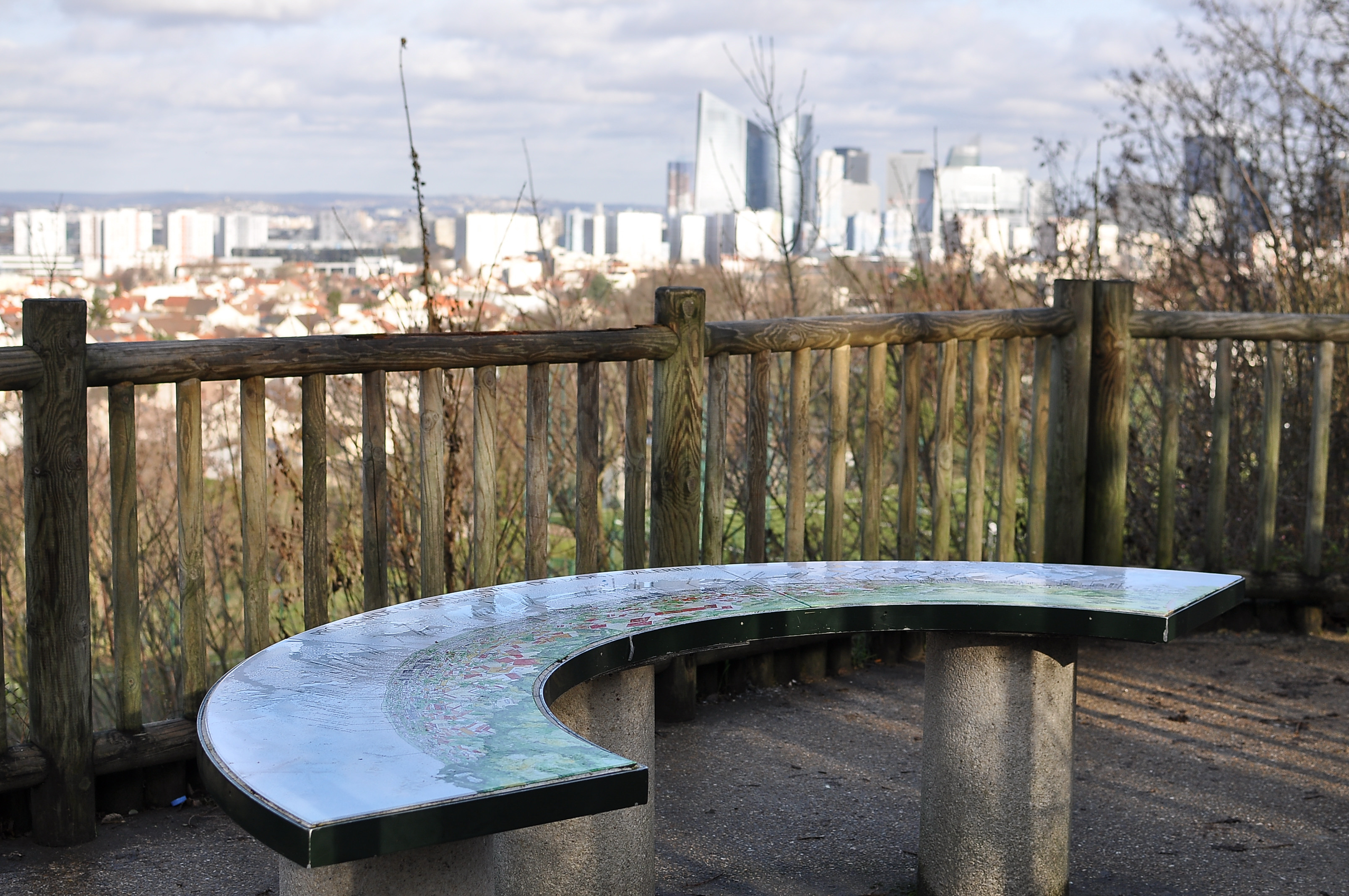
Table d'orientation vers le nord-est.
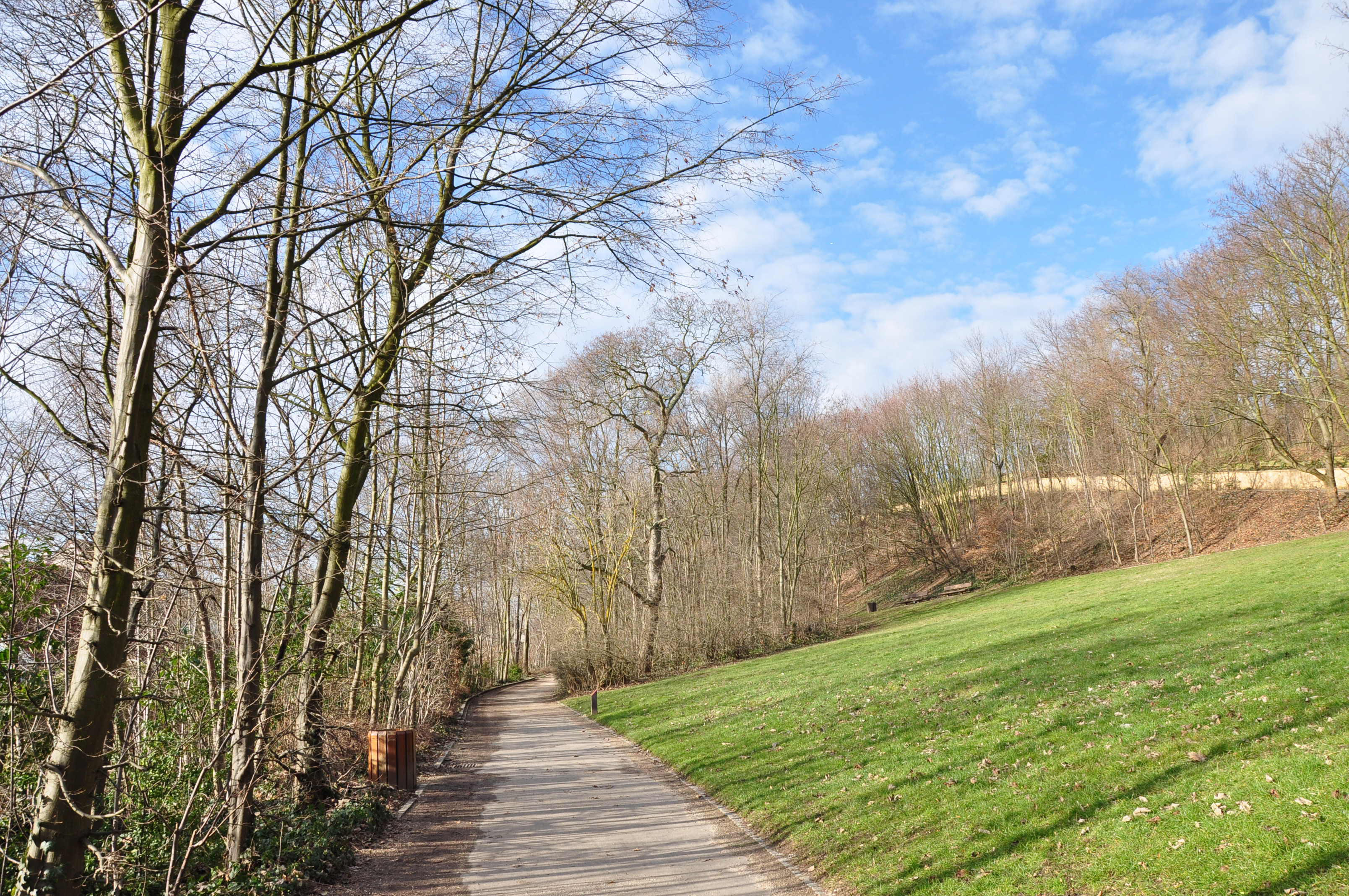
Promenade côté Rueil-Malmaison.
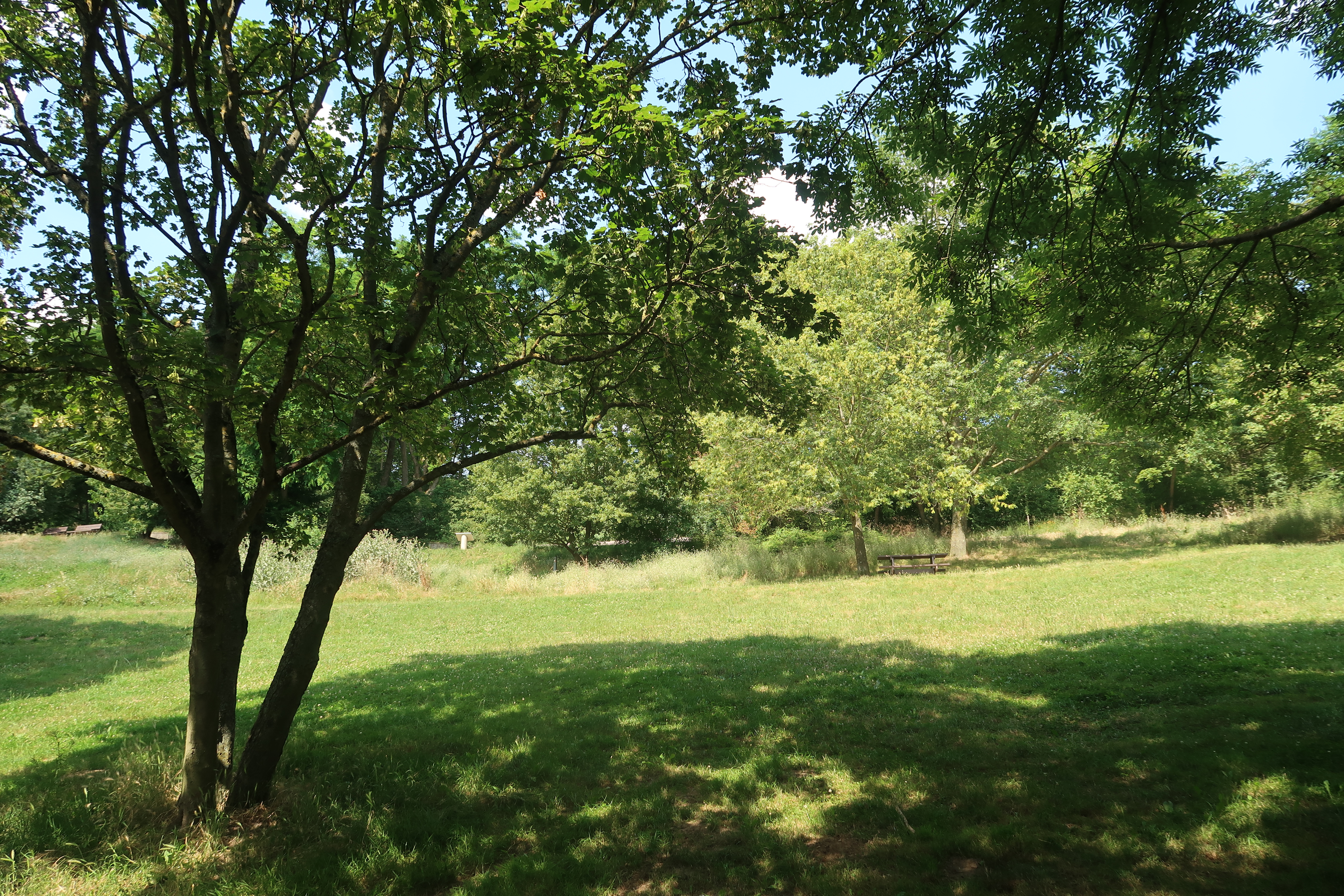
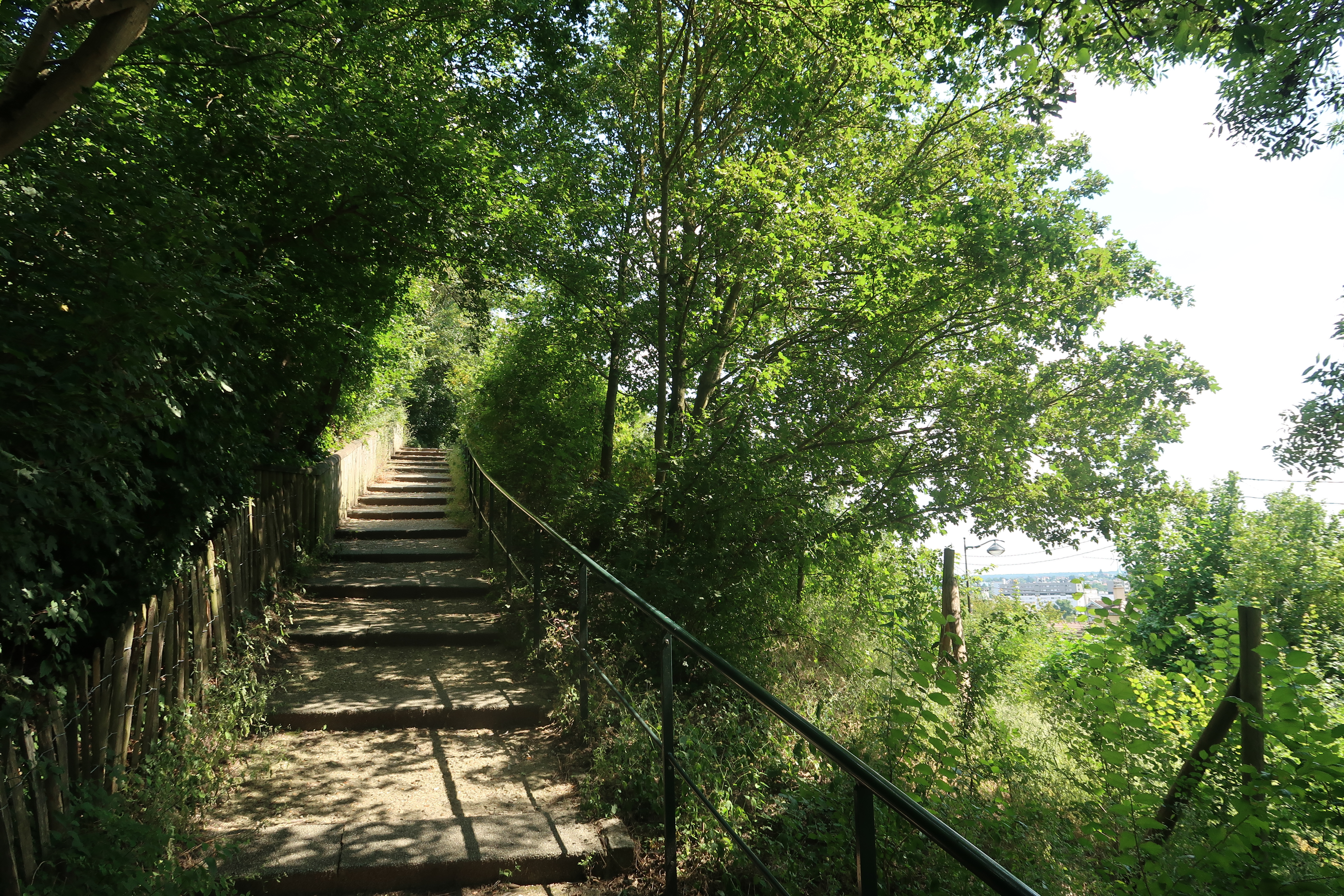
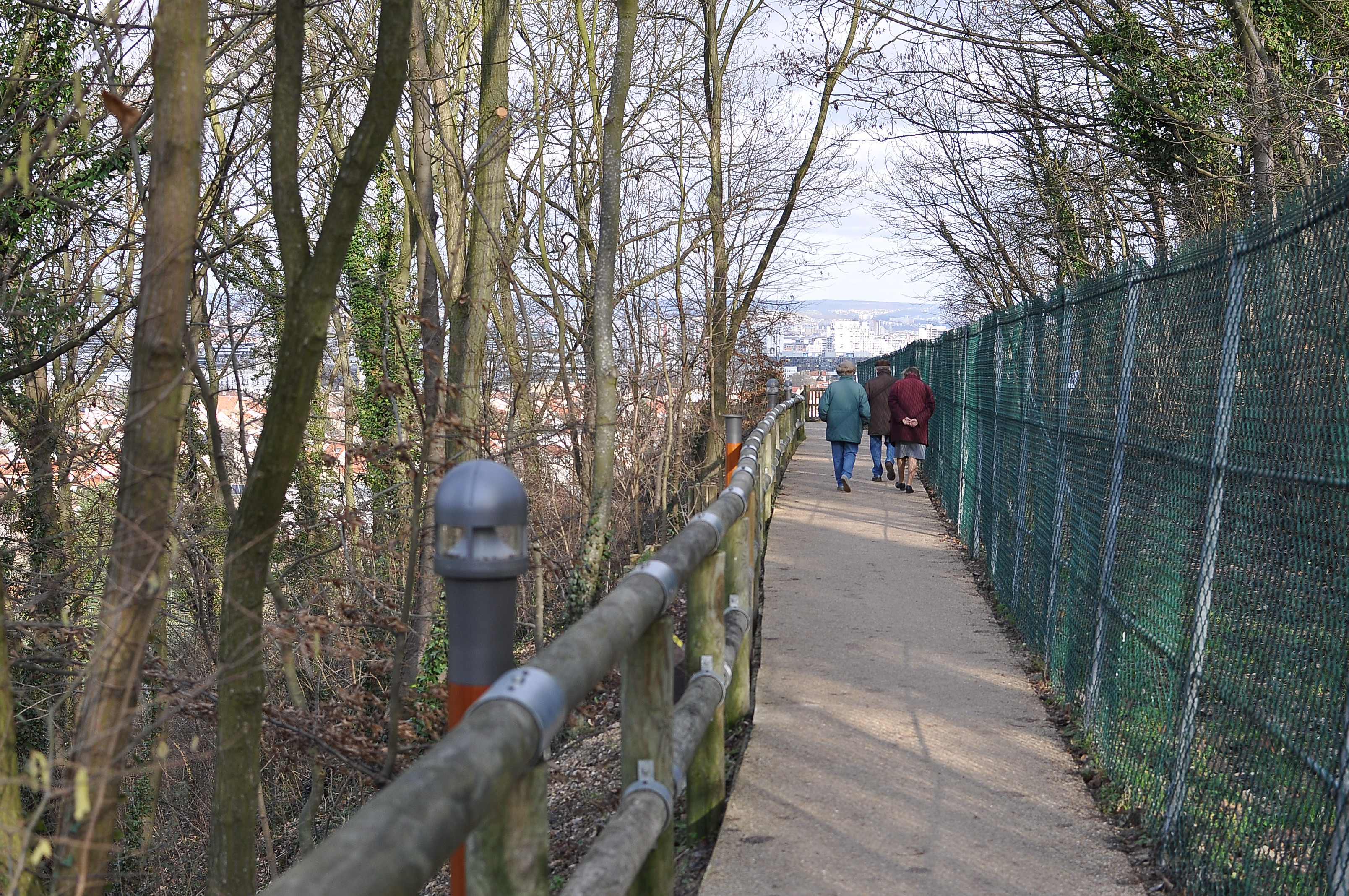
Chemin escarpé côté Nanterre.
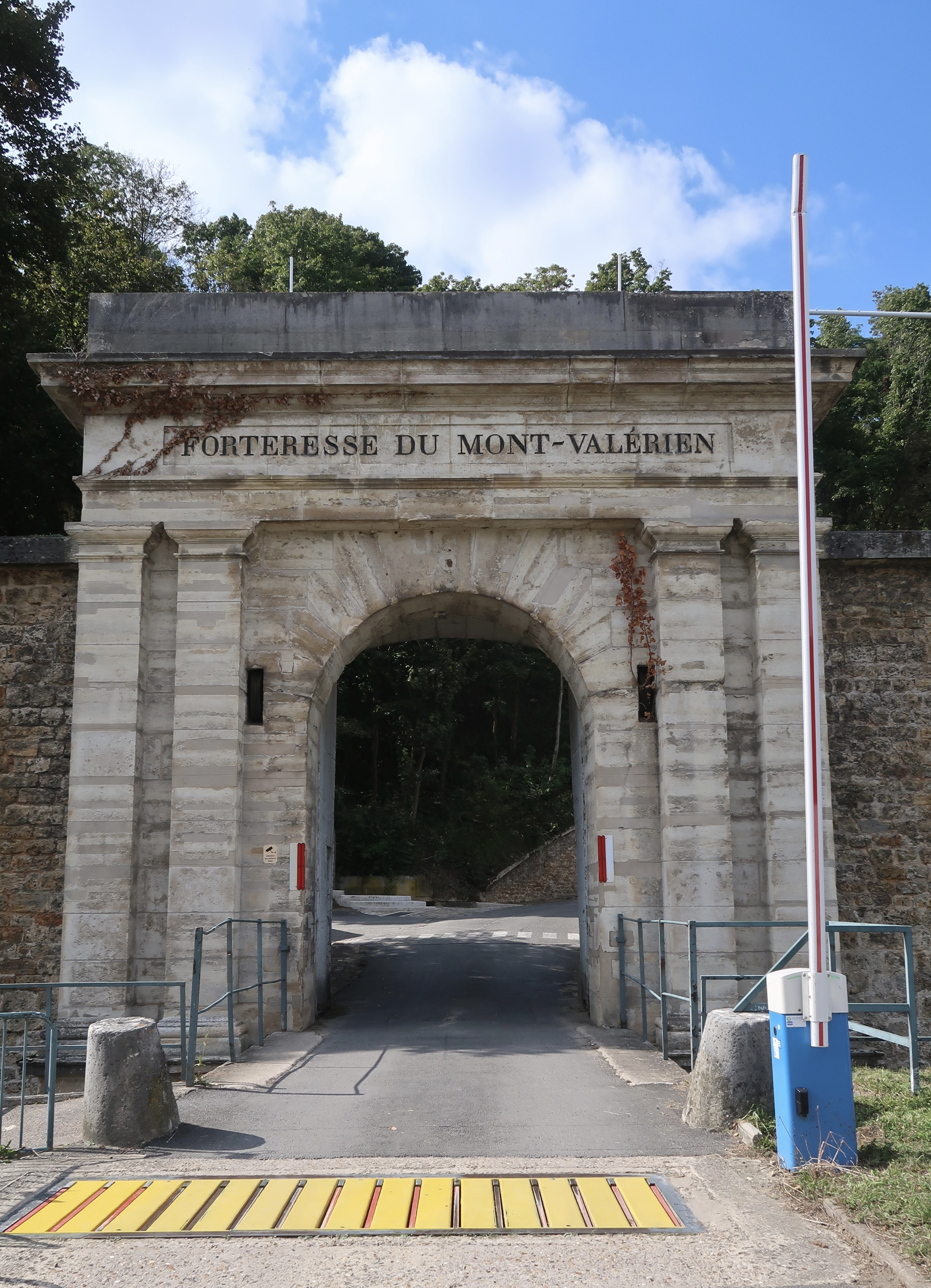
Forteresse du Mont-Valérien.
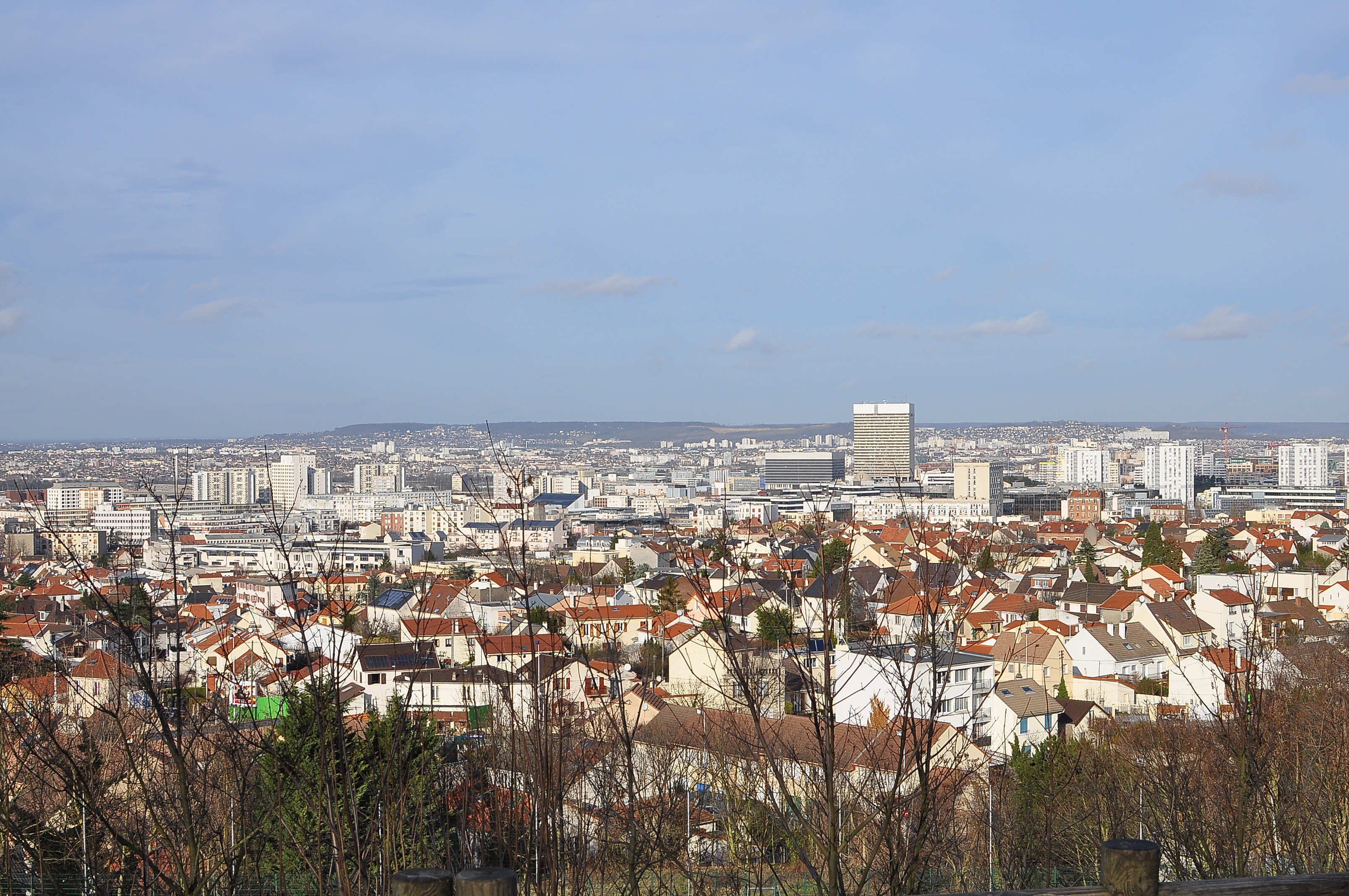
Vue vers Nanterre.
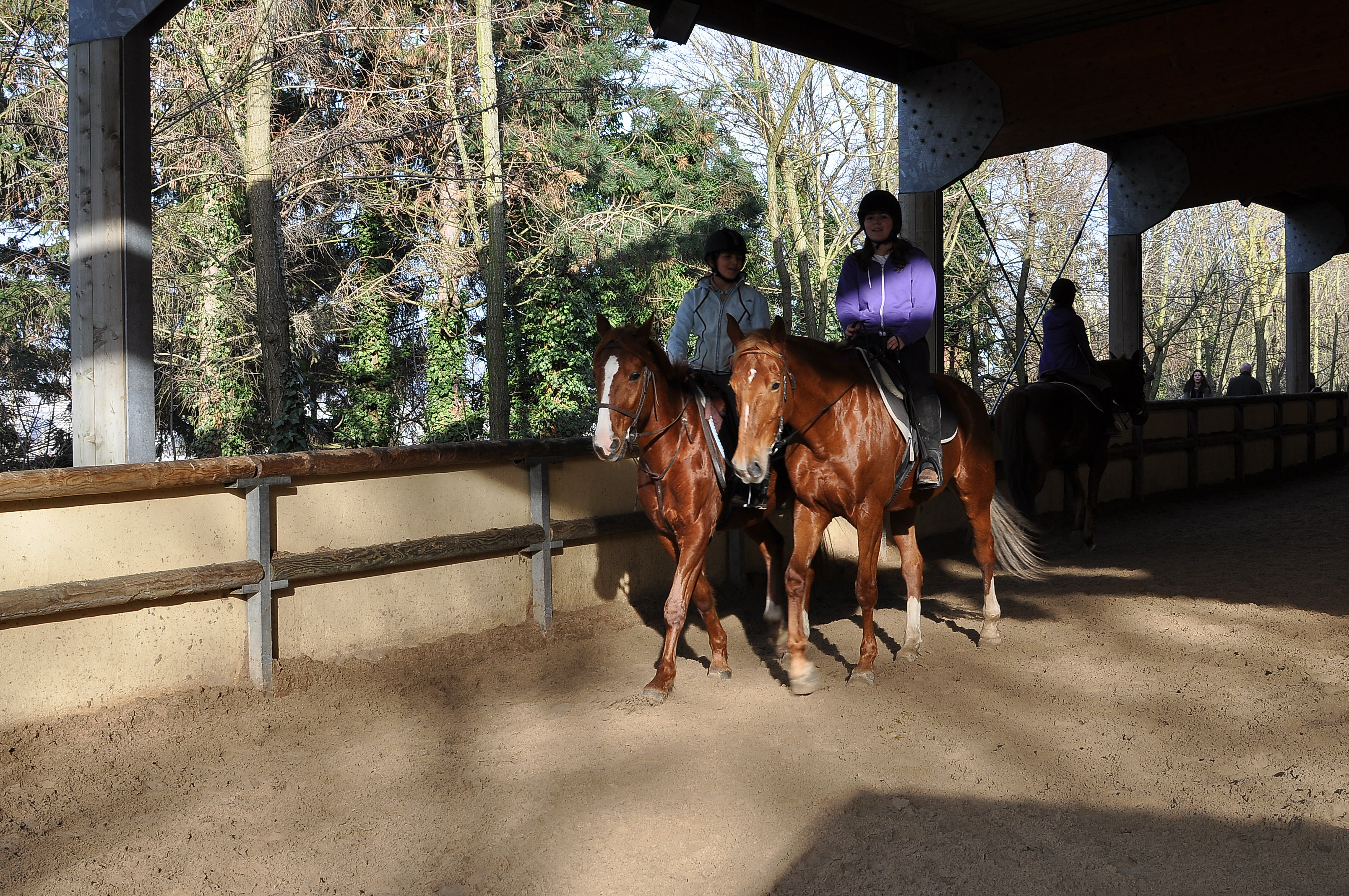
Poney Club du Mont-Valérien.
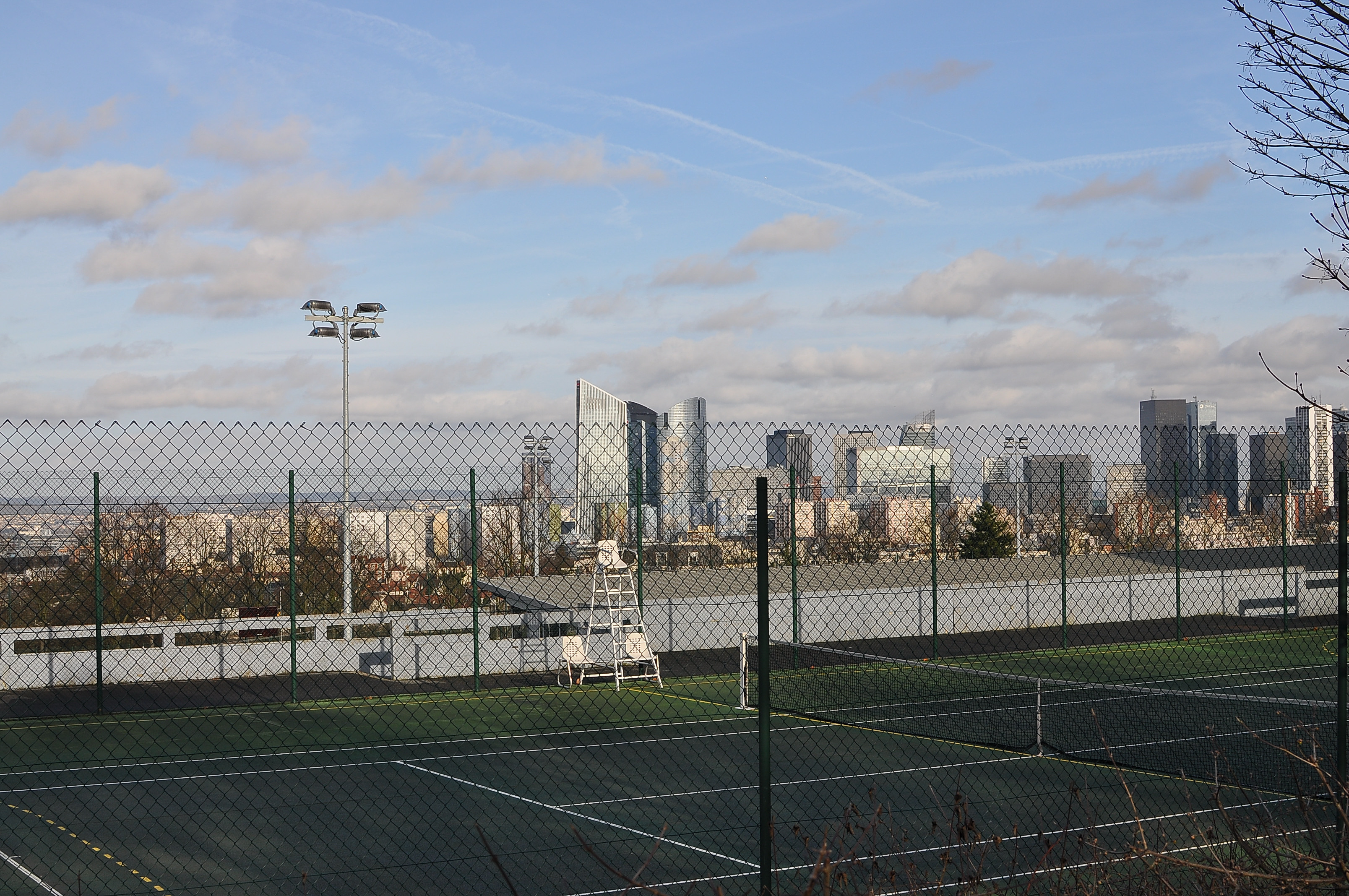
Tennis municipal de Suresnes.

## Pour approfondir